# Gobbo di Rialto
Il Gobbo di Rialto è un complesso scultoreo costituito da una statua in pietra d'Istria affiancata a una colonna di granito rosso collocato di fronte alla chiesa di San Giacomo di Rialto a Venezia.

## Storia

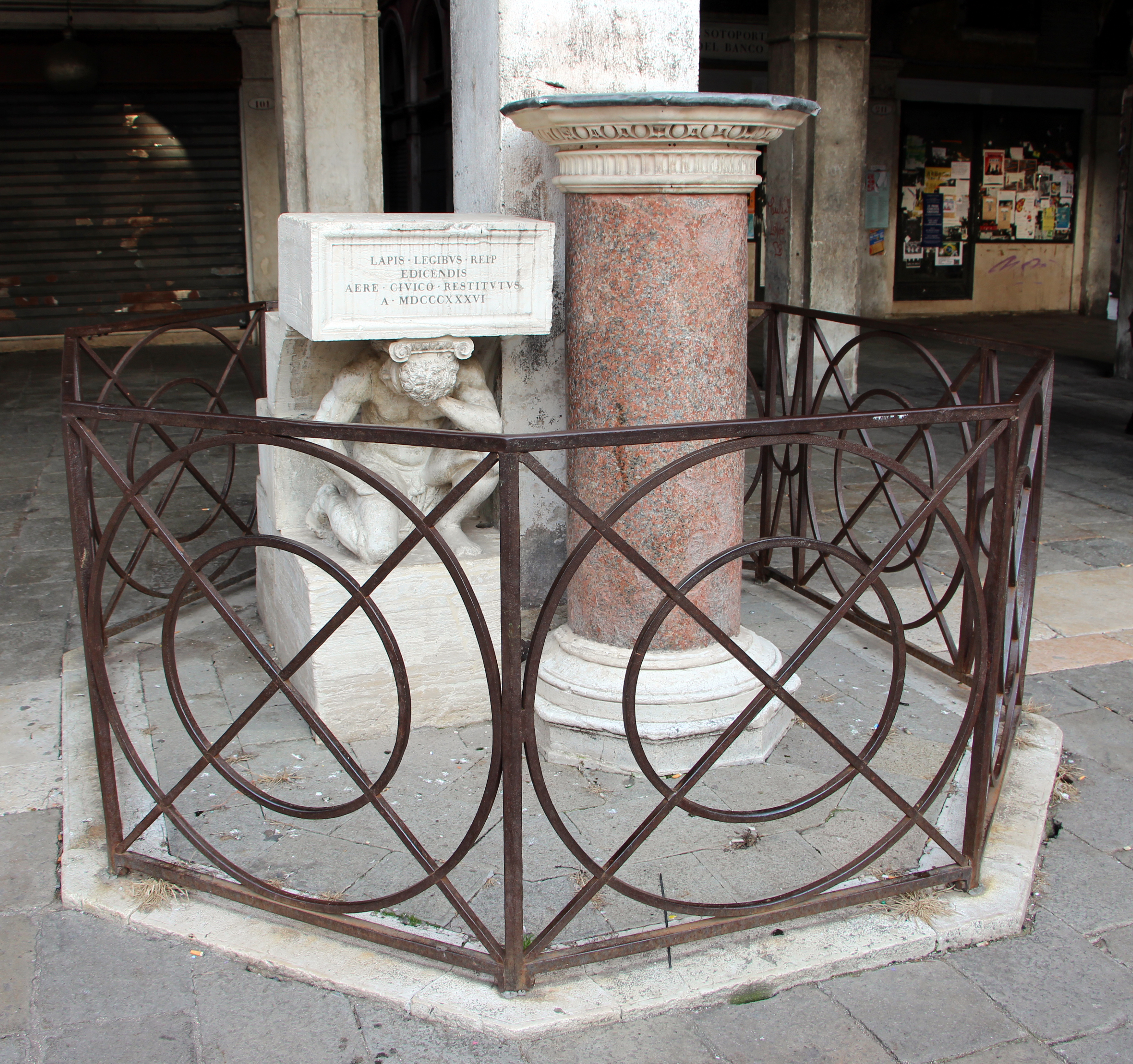
Il complesso del Gobbo

Scolpita da Pietro da Salò nel 1541, la statua rappresenta un uomo nudo accovacciato che sostiene una piccola rampa di scale, detto "gobbo" per la sua posizione, affiancato a un tronco di colonna in granito rosso, detta Colonna del Bando, proveniente dalla città di Acri come bottino di guerra. Fu usato come podio per i proclami ufficiali: il Comandador leggeva le leggi più importanti della Repubblica di Venezia o i nomi dei condannati a morte stando in piedi sul blocco sopra la pietra del bando. La collocazione nelle immediate vicinanze del mercato di Rialto, una delle zone più frequentate dalla popolazione all'epoca, lo rendeva ideale per questo genere di comunicazioni.

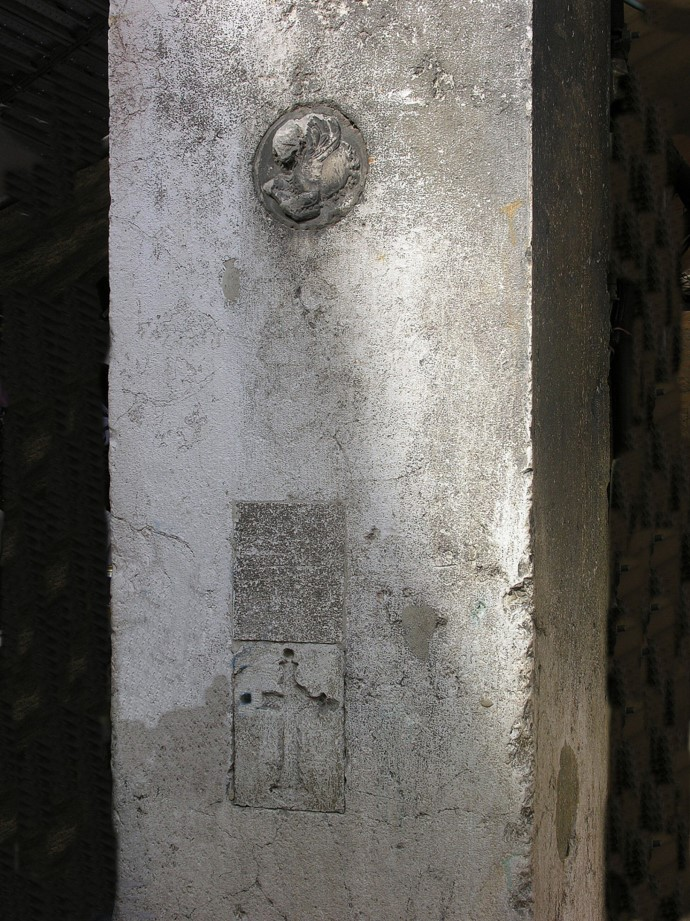
Pilastro dei frustai

Fu anche usato come punto di arrivo per coloro - specialmente i ladri - che subivano la pena della fustigazione: il colpevole veniva spogliato e frustato da Piazza San Marco fino a Rialto e per porre fine al supplizio doveva baciare la statua.
Poiché i condannati alla pena della fustigazione che arrivavano a baciare il Gobbo di Rialto per far cessare il loro supplizio erano troppo numerosi e mettevano in pericolo la scultura che cominciava ad essere consumata, il punto di arrivo della corsa venne spostato una decina di metri a lato del Gobbo. Nel 1545 fu collocata nel pilastro adiacente una croce in metallo (Croce dei frustài, ossia "croce dei frustati") come nuovo punto da baciare per terminare la pena; sulla colonna la croce sormontata da un leone in moeca veniva baciata dai condannati.  Le tracce della croce, ora scomparsa, sono tuttora visibili incise nel pilastro.
Nel 1836 fu restaurata con fondi forniti dalla città; nel blocco sopra la testa del gobbo si trova un'iscrizione in latino con la data del restauro:
Il complesso è ora recintato da una balaustra ottagonale in metallo.

## Leggende
Si dice che comunichi con Pasquino, una delle statue parlanti di Roma.Dall'inizio del XVI secolo Pasquino, un busto, fu usato come agente per i commenti critici contro il Papa e le autorità: le note satiriche sarebbero state anonimamente attaccate alla base della statua che pretendeva di venire dallo stesso Pasquino. Nel XVII secolo  Pasquino scambiò corrispondenza con il Gobbo riguardante la Repubblica di Venezia, Papa Paolo V e gli scritti dei cardinali Baronio e Bellarmino.
Alcuni studiosi affermano che i personaggi del Mercante di Venezia di William Shakespeare Lancillotto Gobbo e il padre Vecchio Gobbo sarebbero ispirati a questo simbolo tradizionale di Rialto.